# San Ignacio de Sabaneta
San Ignacio de Sabaneta ist eine Stadt in der Dominikanischen Republik.  Sie wird meist nur Sabaneta oder Santiago Rodríguez genannt. Sie ist der Hauptort der Provinz Santiago Rodríguez und hat 15.648 Einwohner (Zensus 2010) in der städtischen Siedlung. In der Gemeinde San Ignacio de Sabaneta leben 34.452 Einwohner.

## Geschichte
Die Stadt wurde im Jahr 1844 von Santiago Rodríguez und den Brüdern Alejandro und José Bueno gegründet. Die Stadt lag in der Mitte einer kleinen Savanne, auf Spanisch Sabaneta. Im Jahr 1854 wurde die Stadt zum Militärposten erhoben und 1858 in eine Gemeinde der Provinz Santiago eingegliedert.
Sabaneta war das Zentrum des Kampfes gegen die Spanier während des Restaurationskrieges (1863–1865).
Als 1879 Monte Cristi eine Provinz wurde, wurde San Ignacio de Sabaneta zu einer Gemeinde dieser neuen Provinz. Als 1948 die neue Provinz Santiago Rodríguez geschaffen wurde, wurde San Ignacio de Sabaneta zur Hauptgemeinde der Provinz ernannt.

## Wirtschaft
Die wichtigsten wirtschaftlichen Aktivitäten der Gemeinde sind die Produktion von Tabak, Stoffen und Milch.